# Capnolymma sulcaticeps
Capnolymma sulcaticeps là một loài bọ cánh cứng trong họ Cerambycidae.